# Alf W. Johansson
Stig Alf Wladimir Johansson, född 25 augusti 1940 i Malmö Karoli församling, Malmöhus län, är en svensk historiker. Han är professor emeritus i historia vid Södertörns högskola och tillträdde professuren 1999. Johansson har varit knuten till Stockholms universitet och Militärhögskolan i Stockholm som lärare och forskare.
Johansson har bland annat utgett Europas krig, en bok om militärt tänkande, strategi och politik från Napoleon I till andra världskrigets slut. Peter Englund menar att om man vill vinna insikter i det militära tänkandets historia så är just denna bok av stort värde. Han pekar bland annat på den obalans som alltid existerat mellan offensivt och defensivt tänkande.
Per Albin och kriget (1984) karakteriserar Tage Erlander som "en märklig bok om en stor ledare under krigstid". Han har även författat Den nazistiska utmaningen (6:e uppl 2007).